# Eric Alejandro
Eric Alejandro, född 15 april 1986, är en puertoricansk friidrottare som främst tävlar i häcklöpning. 
Alejandro tävlade för Puerto Rico vid olympiska sommarspelen 2012 i London, där han blev utslagen i semifinalen på 400 meter häck. Vid olympiska sommarspelen 2016 i Rio de Janeiro blev Alejandro också utslagen i semifinalen på 400 meter häck.